# Chytré hodinky

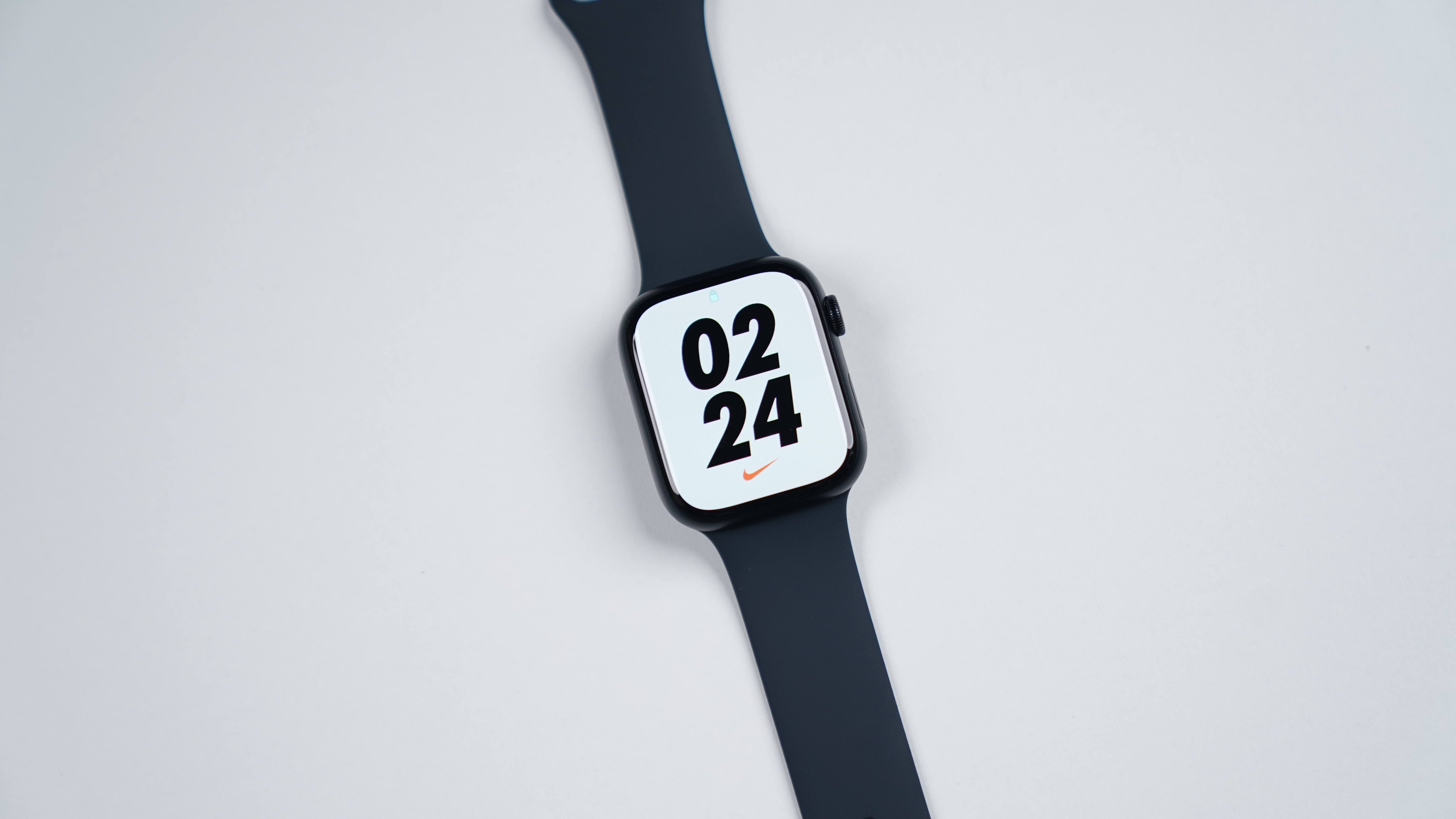
Chytré hodinky Apple Watch

Chytré hodinky neboli smartwatch (též smart watch) jsou vestavěný systém v podobě náramkových hodinek, jejichž funkcionalita přináší víc než jen informace o čase (nebo toho, co mohly nabídnout klasické mechanické hodinky). Z dnešního pohledu jde o analogie smartphone v podobě hodinek, včetně možnosti mobilního volání nebo alespoň upozorňování na příchozí zprávy a hovory (tato zařízení vstoupila na trh v roce 2013). Z dřívějšího pohledu sem bylo možno zařadit i hodinky (včetně mechanických) rozšířené o další elektronická zařízení (sem patří i např. hodinky s kalkulačkou populární v 80. letech 20. století i starší modely).
Zatímco první modely mohly nabídnout jen základní funkcionality jako kalkulačku, kalendář, překlady a jednoduché hry, ty moderní jsou vlastně nositelné počítače. Na většině chytrých hodinek běží mobilní aplikace, z toho u nejnovější generace na mobilním operačním systému a též fungují jako přenosné multimediální přehrávače – mohou obsahovat i rádiový FM přijímač a přehrávat zvukové i audiovizuální soubory přes sluchátka s Bluetooth. Do pásku hodinek mohou být zabudovány snímače pulzu nebo přenašeč vibrace coby alternativa ke zvukovému výstupu, kterou pocítí pouze nositel hodinek. Zhruba od roku 2013 se postupně formuje trh s „náramkovými telefony“ – zařízeními schopnými buď upozornit na příchozí hovory na mobilním telefonu (pokud je tento v dosahu Bluetooth) nebo přímo se schopností přes ně uskutečňovat a přijímat hovory, psát SMS nebo využívat datové služby jako například Twitter, Instant Messaging, prohlížení internetu a další. Takováto zařízení většinou obsahují i Wi-fi přijímač, digitální fotoaparát a kameru, čtečku paměťových karet, teploměr, výškoměr, chronograf, přijímač GPS, dotykový displej. Existuje i speciální řada sportovních chytrých hodinek, obsahující mimo jiné snímač pulzu, akcelerometr, digitální kompas a přijímač GPS a speciálně navržené aplikace, které mohou analyzovat a vyhodnocovat místa nositele hodinek, jeho tělesnou zátěž atd.

## Historie

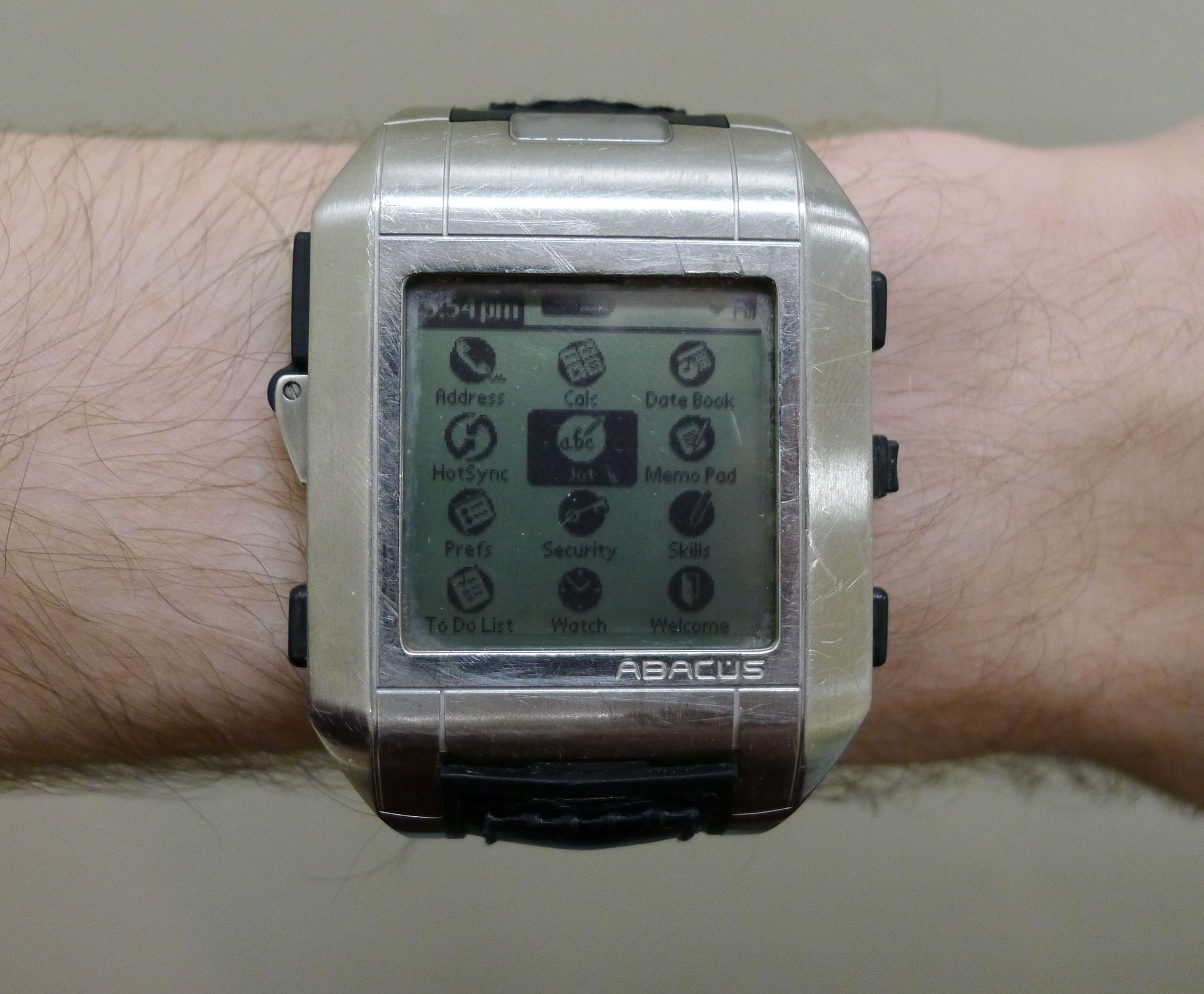
Fossil Wrist PDA s Palm OS

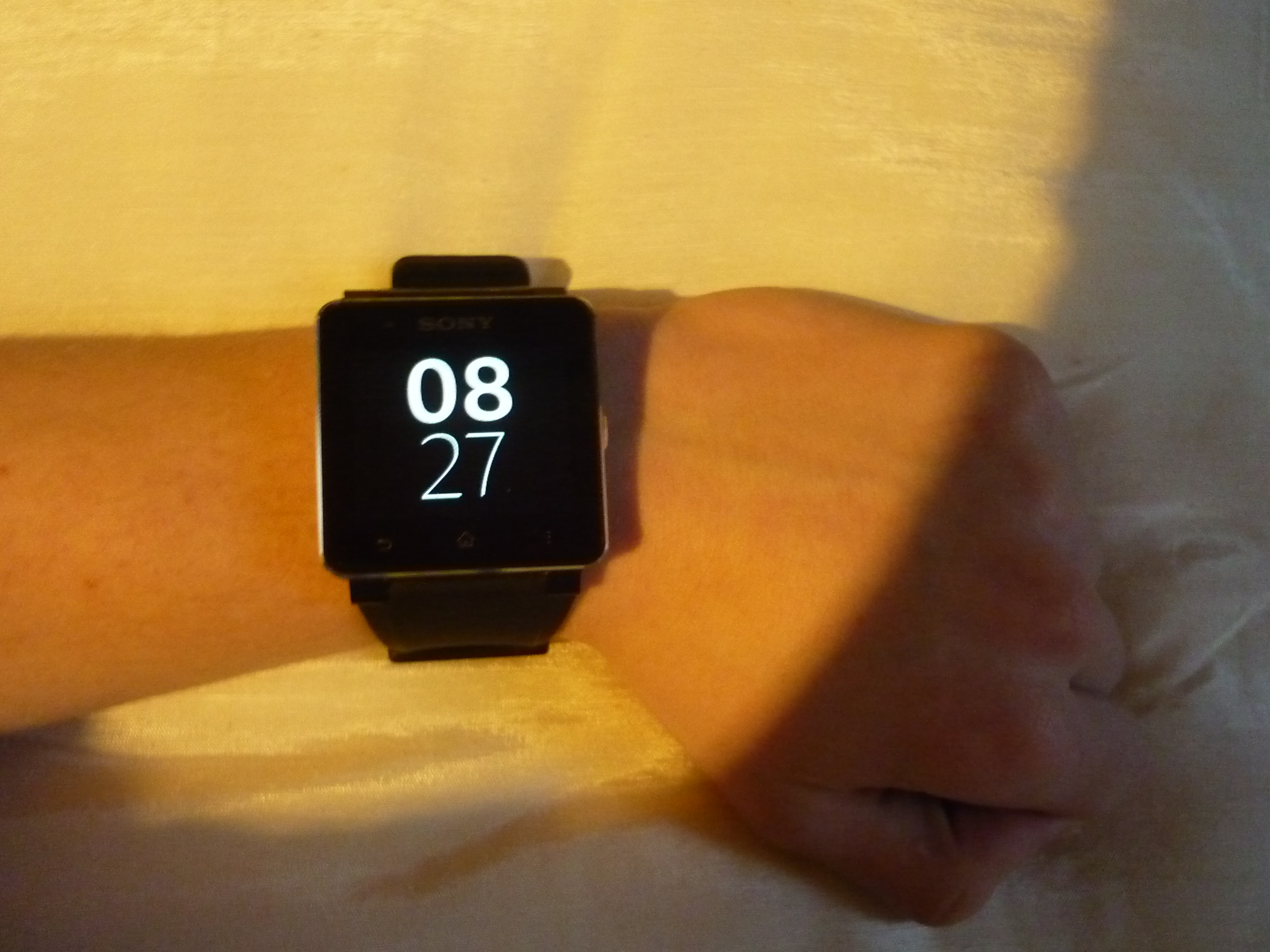
Sony Smartwatch 2

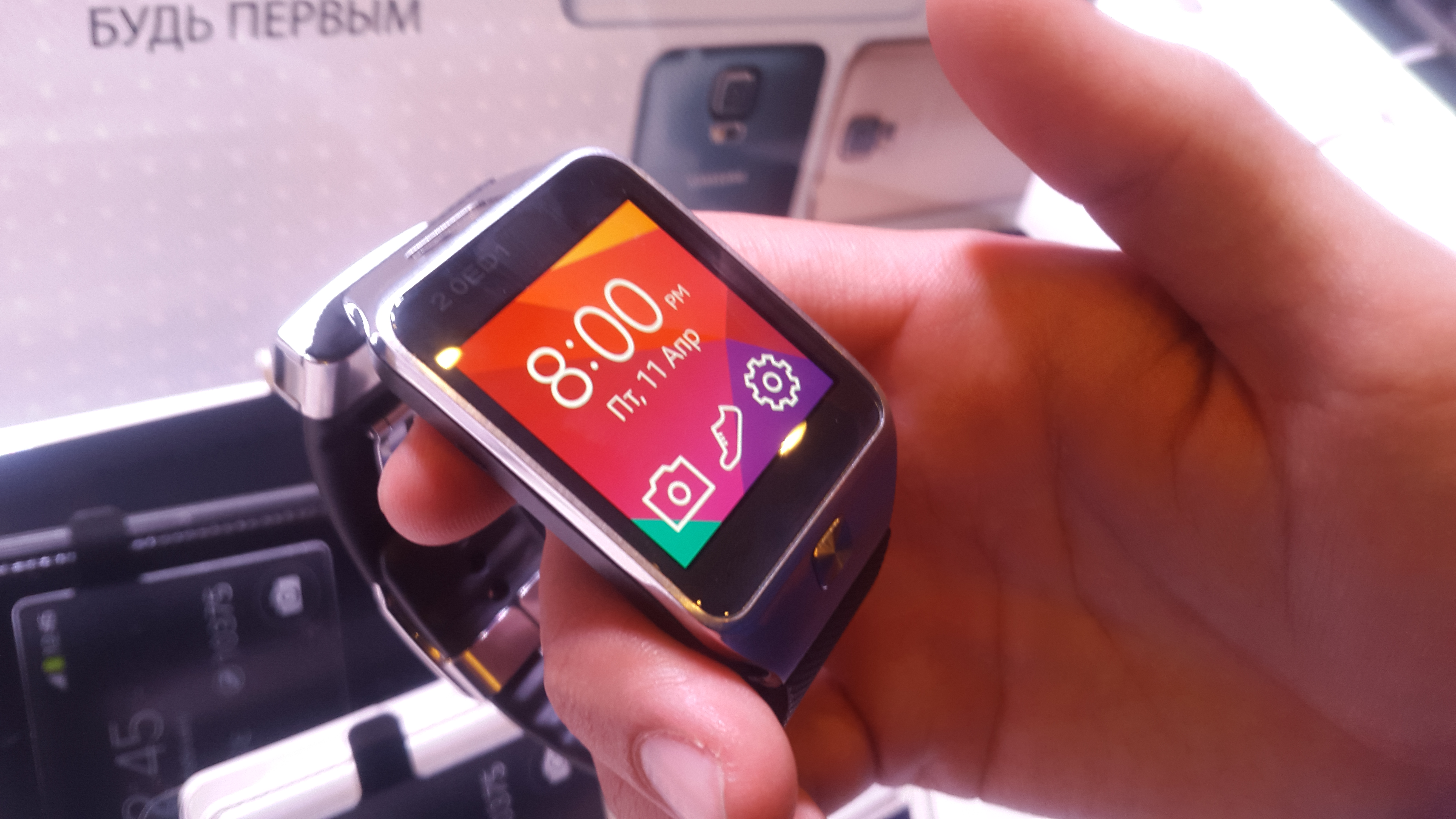
Samsung Gear 2

### 70. a 80. léta
První plně digitální hodinky vyrobila v roce 1972 švýcarská firma Hamilton Watch Company. Jmenovaly se Pulsar a od roku 1975 obsahovaly i elektronickou kalkulačku. Značku Pulsar v roce 1978 koupila japonská společnost Seiko. V roce 1982 přišel na trh model Pulsar NL C01, pravděpodobně první na světě, který měl programovatelnou paměť. Model Data 2000 měl externí klávesnici pro možnost zadat uživatelská data – až 2000 znaků. Model D409 měl kromě miniaturní klávesnice maticový displej. V průběhu 80. let 20. století Seiko vyrábělo další řady a modely, například sérii RC. V této době vstoupila na trh další společnost, Casio, se svými hodinkami s kalkulačkou. Vznikaly i hodinky se zabudovanými hrami jako například modely americké značky Nelsonic.

### Seiko a řada RC
Významná byla řada Seiko RC. Model RC-1000 z roku 1984 byly první chytré hodinky, jejíž uživatelská data byla kompatibilní s většinou soudobých počítačů: IBM PC, Apple II, Commodore 64, NEC 8201, Tandy Color Computer, Model 1000, 1200, 2000 and TRS-80 Model I, III, 4 a 4p. Model (Seiko Epson) RC-20 z roku 1985 měl klon mikroprocesoru Z-80 s 8 KiB ROM a 2KiB RAM. Obsahoval aplikace pro plánování, poznámky a světový čas stejně jako kalkulačku se čtyřmi funkcemi. Měl maticový displej s rozlišením 42×32 pixelů, který byl dotykový. Model RC-2000 PC Data graph, též z roku 1985, byl nazýván „nejmenší počítačovým terminál na světě“. Měl 2 KiB úložné paměti. Model RC-4500, zvaný též Wrist Mac, měl podobné funkce jako RC-4000 a byl vyráběn v různých výrazných barvách.

### Hodinky s Linuxem
V červnu 2000 vyrobila společnost IBM hodinky, na kterých běžel operační systém Linux (verzi 2.2). Původní verze vydržela jen 6 hodin (později rozšířeno na 12), měla 8 MiB paměti. Později přibyl akcelerometr, vibrační mechanismus a senzor otisků prstů. IBM začala spolupracovat se společností Citizen Watch Co. a stvořili WatchPad. Tyto hodinky ve verzi 1.5 měly displej s rozlišením 320×240 a běžel na nich Linux 2.4. Měly 8 MiB RAM, 16 MiB paměti typu flash a nechyběl jim kalendář ani Bluetooth. Citizen chtěl tyto hodinky cílit na manažery a studenty za cenu kolem 399 USD, ale projekt byl po zhruba roce a půl zastaven.

### Od roku 2013

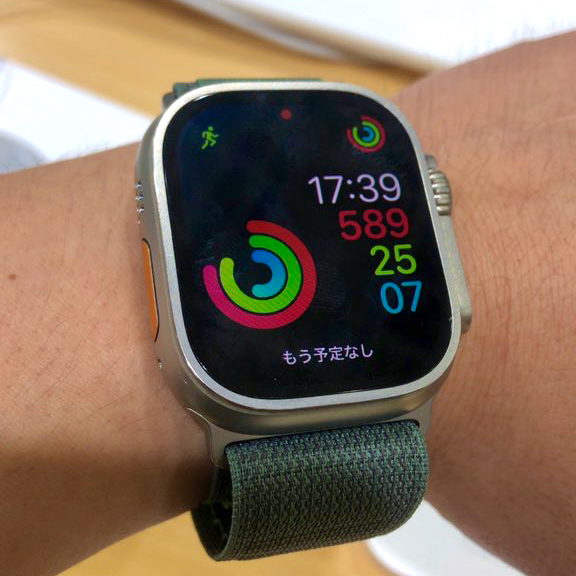
Chytré hodinky Apple Watch Ultra 2

Od roku 2013 dochází k vývoji chytrých hodinek s mobilními operačními systémy. V roce 2013 se objevili tyto modely Sony SmartWatch & SmartWatch 2, Pebble Watch a Samsung Galaxy Gear. V roce 2014 byl uveden Apple Watch. 

### Od roku 2023
Mezi nejznámější modely v roce 2023 lze zařadit Apple Watch, Galaxy Watch, Huawei Watch a TicWatch a hodinky Amazfit. [zdroj?]
Mezi nejužívanější operační systémy pro chytré hodinky se zařadil WatchOS, WearOS, HarmonyOS a Zepp OS. 

## Fitness náramky

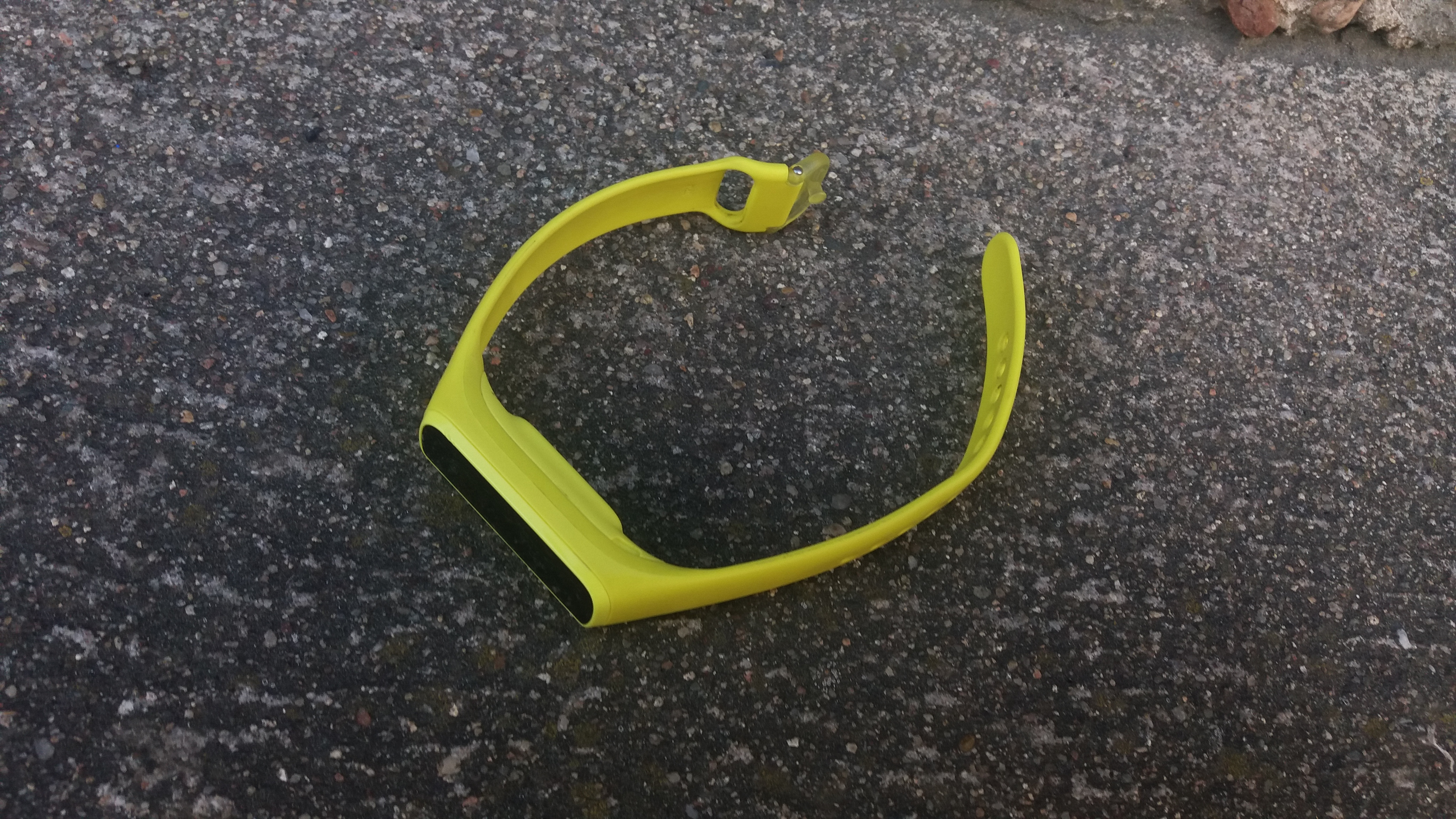
Fitness náramek Samsung Galaxy Fit

Samostatnou kapitolu tvoří sportovní hodinky, které měří tep na principu EKG, nebo opticky, mívají akcelerometr, barometr, kompas. Označují se také jako fitness náramky, sporttestery, sportovní počítače a outdoorové hodinky. Fitness náramky umí měřit tepovou frekvenci, čas, spánek, spálené kalorie a mají další základní parametry – cílové zóny, GPS, tréninkový deník apod. Sportovní chytré hodinky mají oproti fitness náramkům více funkcí. Zásadní je, že fitness náramky umí měřit tep přímo ze zápěstí.
Prvními představiteli byly výrobci Polar (bateriový snímač pulsu v r.1977, kompaktní sporttester již v r.1992) a Suunto.
Většina fitness náramků dokáží měřit spánek a krevní tlak. Spánek dokáže náramek měřit díky zabudovanému tříosému akcelerometru. Na měření tepu a tlaku se používá tzv. PPG (fotopletysmograf), optický senzor osvětluje pokožku a měří změnu absorpce světla, k měření tlaku používá také algoritmy hodnot EKG. Náramky však nedisponují nafukovací manžetou, data tlaku tudíž nejsou tak přesné jako u sfygmomanometru.